# Episodi di Rocco Schiavone (prima stagione)
La prima stagione della serie televisiva Rocco Schiavone, formata da 6 episodi, è stata trasmessa su Rai 2 dal 9 novembre al 7 dicembre 2016.
| nº | Titolo               | Prima TV         |
| -- | -------------------- | ---------------- |
| 1  | Pista nera           | 9 novembre 2016  |
| 2  | La costola di Adamo  | 11 novembre 2016 |
| 3  | Castore e Polluce    | 16 novembre 2016 |
| 4  | Non è stagione       | 23 novembre 2016 |
| 5  | Era di maggio        | 30 novembre 2016 |
| 6  | Pulizie di primavera | 7 dicembre 2016  |

## Pista nera
- Diretto da: Michele Soavi
- Scritto da: Antonio Manzini e Maurizio Careddu

### Trama
Il vicequestore della Polizia Rocco Schiavone viene trasferito per motivi disciplinari da Roma ad Aosta, città che non gli piace affatto ma nella quale cerca di trovare un suo equilibrio, tra il lavoro, l'amante Nora e la moglie Marina che, nonostante l'amante, ama moltissimo. Dopo alcuni mesi dal suo arrivo deve occuparsi di un caso di omicidio avvenuto su una pista da sci: un tale di nome Leone Micciché nei pressi di Champoluc è stato travolto da un gatto delle nevi, ma Rocco capisce presto che non si tratta di un incidente, ma di un omicidio. Viene aiutato nelle indagini da Italo Pierron, ispettore di Polizia nativo del posto, e dall'ispettore Caterina Rispoli. Durante le indagini conoscono Luisa, la bellissima moglie di Leone, peraltro incinta, l'ex fidanzato di lei Omar Borghetti, maestro di sci, e Luigi Bionaz, il capo dei gattisti.
Nel frattempo Sebastiano, un amico di infanzia di Rocco con precedenti penali, chiama l'amico informandolo che sta arrivando da Roma e gli propone uno degli affari un po' sporchi che facevano insieme nella Capitale, un finto sequestro di marijuana per il quale Schiavone coinvolgerà anche Pierron, che non si fa scrupolo ad arrotondare il magro stipendio di poliziotto con qualche entrata extra. Durante l'operazione incappano in un carico di immigrati clandestini e in un traffico di armi, che Rocco e Italo però denunceranno alle autorità.
In seguito, Schiavone scopre che il defunto Micciché dopo aver fatto delle analisi aveva scoperto di essere sterile, pertanto il figlio che Luisa aspetta non può essere suo; ciò permette a Rocco di comprendere il movente e gli assassini di Leone: Luisa e il suo amante Luigi Bionaz.
Alla fine dell'episodio si scopre che la moglie di Schiavone, Marina in realtà è morta da anni e che Rocco parla tra sé e sé con il ricordo dell'amata.
- Altri interpreti: Marina Cappellini (Anna Cherubini), Roberto Accornero (architetto Buccirivolta), Luca Seta (Luigi Bionaz), Giorgia Würth (Luisa Pec), Eugenio Gradabosco (Alfonso Lorisaz), Franco Barbero (Emilio Marrix).
- Tratto da Pista nera edito da Sellerio Editore Palermo nel 2013.
- Ascolti Italia: telespettatori 3 625 000 – share 14,41%[1]

## La costola di Adamo
- Diretto da: Michele Soavi
- Scritto da: Antonio Manzini e Maurizio Careddu

### Trama
Una colf prende servizio nella casa in cui lavora e trova tutto sottosopra; pensando ai ladri, chiama aiuto ma, al sopraggiungere della Polizia, si trova il cadavere della padrona di casa impiccato al lampadario di una stanza. Rocco Schiavone è incaricato delle indagini e a poco a poco si insinua il dubbio che non si tratti di suicidio: la donna presenta tumefazioni sul volto e il segno sul collo che non coincide con la dimensione del filo del lampadario.
L'indagine porta il vicequestore a conoscere Patrizio Baudo, marito della defunta e appassionato ciclista, la domestica bielorussa, che convive con Ahmed, egiziano e padre di un adolescente disadattato, e la libraia Adalgisa, appassionata di gialli e amica della vittima da lunga data. L'autopsia del cadavere, condotta dal patologo Fumagalli, porta alla luce vecchie fratture che permetteranno a Rocco di capire che la donna era vittima di violenza domestica, ma non sarà la fine del caso: Schiavone scoprirà che la vittima si è sì suicidata perché non sopportava più di vivere in quella situazione, ma che con l'aiuto dell'amica Adalgisa ha fatto in modo di far ricadere la colpa sul marito.
Schiavone, nonostante questa scoperta, farà sparire l'unica prova che scagiona Patrizio Baudo, lasciandolo marcire in galera.
- Altri interpreti: Paolo Buglioni (Alfredo De Silvestri), Claudio Sterpone (Gregorio Chevax), Gianni Bissaca (Don Giorgio), Simone Gandolfo (Patrizio Baudo), Giselda Volodi (Adalgisa), Giulio Pampiglione (Giorgio Borghetti Ansaldo).
- Tratto da La costola di Adamo edito da Sellerio Editore Palermo nel 2014.
- Ascolti Italia: telespettatori 2 504 000 – share 9,90%[2]

## Castore e Polluce
- Diretto da: Michele Soavi
- Scritto da: Antonio Manzini e Maurizio Careddu

### Trama
Durante dei lavori nel cimitero di Aosta, salta fuori che in una tomba ci sono due cadaveri, anziché uno; intanto un incidente in montagna, che coinvolge tre alpinisti, si conclude con la tragica morte di uno di loro. Schiavone, con suo sommo disappunto, si trova quindi a indagare su due fronti, mentre l'amante Nora lo pressa perché vuole di più dal loro rapporto.
Mentre il vicequestore scoprirà che l’incidente in montagna non è altro che un omicidio premeditato dagli altri due compagni di cordata per potersi impossessare della quota della società del morto, società di cui erano tutti comproprietari, arriverà anche a scoprire che il morto “clandestino” è stato messo lì dal figlio del defunto, che lavora al cimitero, per poter permettere alla madre quasi indigente e invalida di continuare a prendere la pensione. Quest’ultima vicenda di miseria e vicissitudini di una famiglia povera, ma in fondo onesta, scuote molto l’ispettore Rispoli e anche Rocco, che decide di non dare seguito alla denuncia e mentire al procuratore sull'epilogo della storia, per non mettere in difficoltà la povera famiglia.
- Altri interpreti: Daniele Savoca (dottore del soccorso alpino), Pierre Lucat (Damiano), Stefano Saccotelli (Giorgio Brionati), Carla Cassola (Franca Brugnoli Ferri), Diego Casale (Francesco Guerlan Bresson).
- L'episodio è tratto dai racconti Castore e Polluce contenuto nell'antologia Turisti in giallo, e L'anello mancante, tratto dall'antologia La Crisi in giallo, entrambi editi da Sellerio Editore Palermo nel 2015.
- Ascolti Italia: telespettatori 3 783 000 – share 15,01%[3]

## Non è stagione
- Diretto da: Michele Soavi
- Scritto da: Antonio Manzini e Maurizio Careddu

### Trama
Sulla strada verso Aosta un furgone sbanda uscendo di strada: il conducente e il suo compagno muoiono sul colpo. Il fatto non riguarderebbe la questura se non fosse che la targa del furgone risulta essere rubata. Mentre l'indagine è in corso, tramite una serie di coincidenze e passaparola, Rocco viene messo al corrente che forse una ragazza di nome Chiara, figlia di un imprenditore edile locale, è scomparsa. Un sopralluogo, giustificato da una scusa, a casa della ragazza fa capire a Schiavone che i genitori stanno nascondendo il sequestro.
Inizia così un'indagine parallela che parte dalla famiglia della ragazza, la cui impresa edile ha da poco superato un momento di difficoltà, e si allarga fino a comprendere un racket di usura e riciclo di denaro sporco, in cui è implicata anche la direttrice di una banca locale molto importante. Schiavone capisce subito che il furgone uscito di strada è stato quello usato per il rapimento e, tramite un tagliando del cambio dell'olio che riporta il chilometraggio e il contachilometri, Rocco e la sua squadra riescono a circoscrivere un'area di alpeggio in cui cercare in vari casolari, in uno dei quali ritrovano Chiara, gravemente ferita a causa di un suo tentativo di liberarsi, e la salvano.
Nel frattempo gli amici romani di Schiavone vengono in vacanza ad Aosta, e Rocco si ritrova a consigliare l'amico Sebastiano che è impaurito all'idea di fare un figlio.
- Altri interpreti: Claudio Botosso (Pietro Berguet), Stefania Orsola Garello (Giuliana Berguet), Francesca Piroi (Chiara Berguet), Guido Ruffa (preside), Roberto D'Alessandro (Domenico Cuntrera), Simonetta Solder (Laura Turrini), Roberto Accornero (architetto Buccirivolta).
- Tratto da Non è stagione edito da Sellerio nel 2015.
- Ascolti Italia: telespettatori 3 524 000 – share 13,90%[4]

## Era di maggio
- Diretto da: Michele Soavi
- Scritto da: Antonio Manzini e Maurizio Careddu

### Trama
Il vice-questore Schiavone deve indagare sulla morte di Domenico Cuntrera, un esponente di spicco della 'ndrangheta calabrese, che era stato arrestato durante le indagini per il rapimento di Chiara Berguet. Cuntrera sembra morto per un infarto durante una rissa nel carcere di Varallo ma né il giudice Baldi, né Rocco credono alle cause naturali della morte. Rocco si reca di nascosto a Roma dove, scavando nel proprio passato, incontra diverse persone che potrebbero aver voluto vendicarsi di lui. Poi si reca a Varallo, dove si infiltra nel carcere per indagare sulla morte di Cuntrera. Scoprirà che Cuntrera è stato ucciso da una guardia carceraria: il mandante era Pietro Berguet, padre della ragazza rapita, animato da sentimenti di vendetta per ciò che hanno fatto alla figlia Chiara.
Nel frattempo arriva ad Aosta Adele, la moglie di Sebastiano, amico di infanzia di Rocco: sarà ospite di quest'ultimo perché ha litigato col marito e vuole nascondersi per fargli credere che l'ha lasciato. Durante la notte, mentre Rocco è dalla sua nuova amante, qualcuno si introduce in casa del vicequestore e, convinto che ci sia lui addormentato sotto le coperte, uccide per sbaglio la donna.
- Altri interpreti: Claudio Botosso (Pietro Berguet), Stefania Orsola Garello (Giuliana Berguet), Francesca Piroi (Chiara Berguet), Roberto D'Alessandro (Domenico Cuntrera), Simonetta Solder (Laura Turrini), Alberto Caneva (direttore del carcere), Corrado Solari (Marini, agente penitenziario), Fabio Farronato (Gherardo Turrini), Jane Alexander (Amelia Abela), Giampiero Mancini (Walter Cremonesi).
- Tratto da Era di maggio edito da Sellerio Editore Palermo nel 2015.
- Ascolti Italia: telespettatori 3 304 000 – share 13%[5]

## Pulizie di primavera
- Diretto da: Michele Soavi
- Scritto da: Antonio Manzini e Maurizio Careddu

### Trama
Rocco Schiavone, anche se coinvolto personalmente nella morte della donna, procede con le indagini per scoprire chi è stato a uccidere Adele Talamonti, la compagna del suo amico fraterno Sebastiano.
- Altri interpreti: Massimo De Santis (Corrado Pizzuti), Alessandro Bernardini (Luigi Baiocchi), Paolo Buglioni (Alfredo De Silvestri), Lorenzo Renzi (Flavio Buglioni), Marco Conidi (Paoletto Buglioni), Franca Maresa (Sora Cecilia), Nadia Rinaldi (Stefania Zaccaria), Carla Mancini (madre di Stefania Zaccaria), Taiyo Yamanouchi (Guan Zhen).
- Tratto dal romanzo Era di maggio, edito da Sellerio nel 2015, lo stesso su cui si basa l'episodio precedente.[6]
- Ascolti Italia: telespettatori 3 199 000 – share 12,8%[7]